# Christian Christl

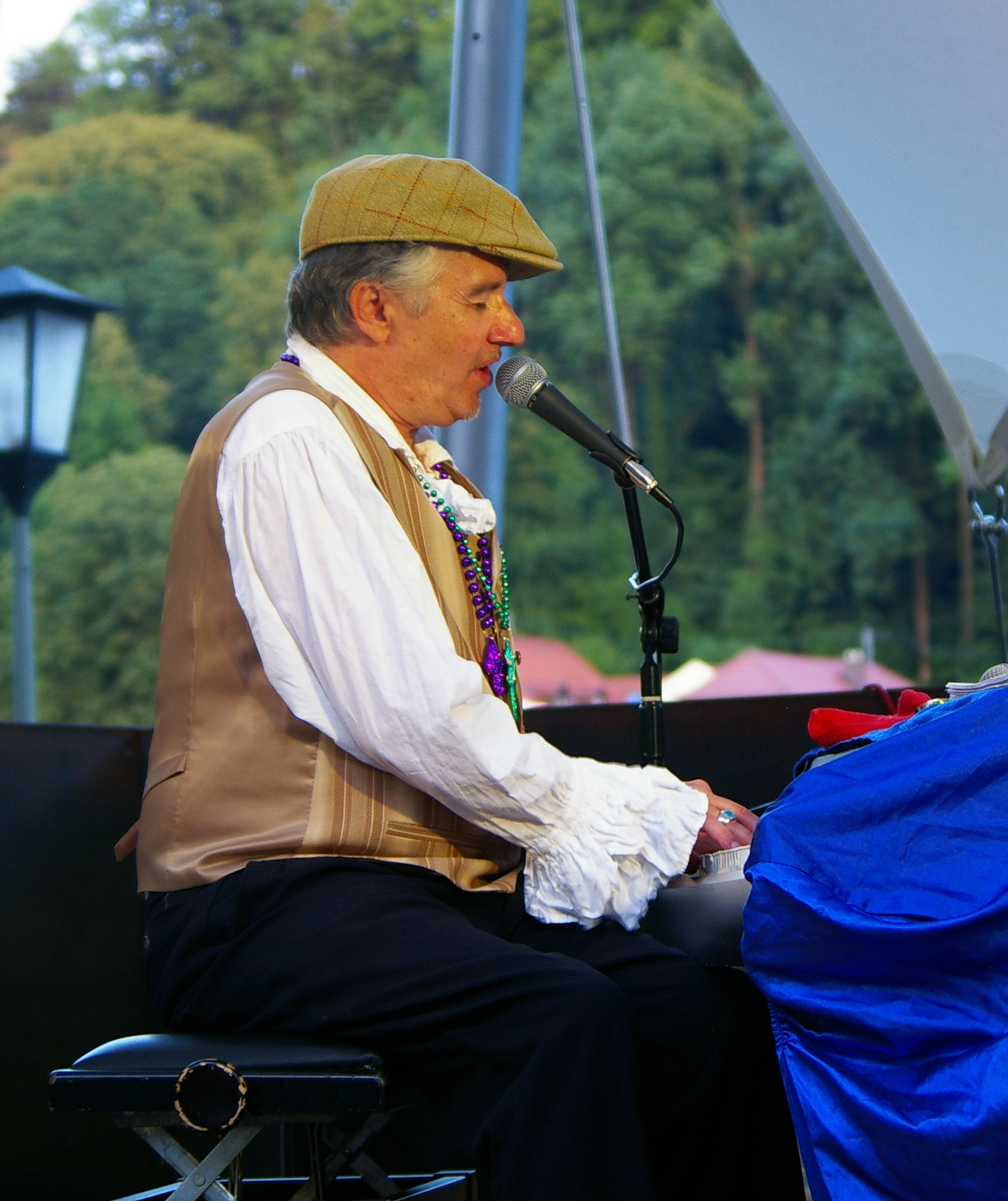
Christian Christl (2012)

Christian Christl (geboren 7. Dezember 1962 in Rüdesheim) ist ein deutscher Blues- und Boogie-Woogie-Pianist.

## Werdegang
Aufgewachsen in München und in Freising, besuchte Christl das musische Camerloher-Gymnasium Freising, wo er Klavierunterricht erhielt. Er machte seinen Schulabschluss 1981 auf der Privaten Wirtschaftsschule Sabel in München mit Mittlerer Reife. Anschließend absolvierte er eine Berufsausbildung zum Werbekaufmann und parallel ein Studium an der Bayerischen Akademie der Werbung, München, zum Werbefachwirt. Nach Praktika in verschiedenen Werbeagenturen, erfolgte der Eintritt in die väterliche Werbeagentur in Freising. Dort war er von 1990 bis 2000 Geschäftsführer.

## Musikkarriere
1983 wurde durch eine Fernsehsendung seine besondere Leidenschaft für den Blues geweckt. Er hatte seinen ersten Auftritt 1985 beim Blues-Festival in der Münchner Theaterfabrik (gemeinsam mit Memphis Slim, Little Willie Littlefield). Im Anschluss daran kam es zu festen Engagements in der Münchner Jazzclub-Szene. Zwischen 1989 und 1992 war er einer der musikalischen Begleiter von Angela Brown. Es folgten Platten- und CD-Aufnahmen u. a. mit Willie Dixon. Für die CD Acoustic Soul mit Gary Wiggins erhielt er 1994 den Preis der Deutschen Schallplattenkritik.
Er spielte über 2.500 Konzerte weltweit, nahm 29 Platten und CDs auf und konzertierte mit zahlreichen bekannten Musikern wie Memphis Slim, Willie Dixon, Miles Davis, B.B. King und Ray Charles.
2008 zog er ins Ruhrgebiet und arbeitete mit der Sängerin Scarlett Andrews im Duo, spielte mit den 4 Pianeuren in großen Konzertsälen und Philharmonien und gastiert mit seiner Band auf zahlreichen Festivals. Er rief 2013 eine Internet-Community für Fans des traditionellen Jazz ins Leben.
Christl spielt pro Jahr rund 70 Konzerte in ganz Europa. Er war auch schon in den USA und in Australien live zu erleben. Er war als musikalischer Leiter für zahlreiche Blues & Boogie Woogie Events tätig.

## Musikalische Weggefährten
Christl arbeitete auf der Bühne oder im Aufnahmestudio mit Musikern wie Memphis Slim, Little Willie Littlefield, Erwin Helfer, Angela Brown, Karen Carroll, Stan Beherens, Louisiana Red, Carey Bell, Buddy Guy, Sydney Ellis, Mee Montgomery, Axel Zwingenberger, Vince Weber, Albert C. Humphrey, George Greene, Butch Kellem, Omar Kabir, Eddie Taylor, Rocky Knauer, Susanne Loeser, Charles Walker, Lluis Coloma, Christian Noll, Bastian Korn, Benny Korn, Edwin Kimmler, Jan Luley, Frank Muschalle, Dom Pipkin.

## Bayoogie-Musikreihen
Christian Christl organisiert seit den 1990er Jahren Musik-Events und Musikreihen. Er war im Team der "Honky Tonk Kneipenfestivals" von 1994 bis 2000. Unter seiner Leitung wurden z. B. die Honky Tonk Festivals in Freising, Montabaur und auch in Leipzig (50.000 Zuschauer) begonnen.
Seit 2007 organisiert er die Musikreihe „Bayoogie Masters - die Meister aus Blues und Boogie Woogie“ in folgenden Städten:
Laufen a.d. Salzach, Freising, München, Burg Dattenberg b. Linz a. Rhein, Köln, Düsseldorf, Moers, Mülheim a.d. Ruhr, Essen, Dortmund, Kunnersdorf b. Görlitz, Leipzig, Coswig (Anhalt), Halle a.d. Saale, Hamburg, Itzehoe und Kiel.
Christl war auch Mentor, Organisator, Kurator für folgende Festivals: Pianissimo Festival Nürnberg – Pianistenfestival Berlin – Pianistenfestival Sindelfingen – Pianistenfestival München.

## Diskographische Hinweise
Zahlreiche Platten- und CD-Aufnahmen u. a.:
- Let The CC Roll (Knodl, ca. 1988), mit Georg Wilberger (b), Johannes Christl (dr)[3]
- Albert C. Humphrey/Christian Christl/Angela Brown: Breath Taking Boogie Shaking (Acoustioc Music, 1989)
- Ulrich Kron Feat. Christian Christl: Friday Night Mood (Blues Bear Records, 1989)
- Jeanne Carroll & Christian Christl: Tribute to Willie Dixon (Acoustic Music Records, 1991)
- Angela Brown & Christian Christl: Wild Turkey (Acoustic Music Records, 1991)
- Scarlett Andrews & Christian Christl Vaudeville Blues & Boogie (Knödl-Records 2011)
- Vintage Blues & Boogie Piano (2017) Solo Piano